# Edderkopper
Edderkopper (latin: Araneae) er karakteriseret ved at have en todelt krop, otte ben, spindevorter og giftkirtler. Der er ca. 500 arter af edderkopper i Danmark og ca. 49.800 beskrevne arter i verden (2021). De fleste edderkopper slår deres bytte ihjel ved hjælp af gift, og bortset fra en enkelt planteæder er de alle sammen rovdyr.
Edderkopper er ikke insekter, men tilhører spindlerne sammen med bl.a. mider, mejere og skorpioner. Verdens edderkopper vejer sammenlagt 25 millioner tons. De spiser mere end 400 millioner tons insekter årligt, tilsvarende den mængde kød og fisk, der spises af mennesker. 
Edderkopper kan avles og holdes nogle gange i fangenskab. Men da de udviser kannibalistiske træk, er der visse vanskeligheder.

## Jagtteknik
Edderkopper har mange forskellige teknikker til at fange føde.
Nogle edderkopper laver et ofte hjulformet spindelvæv til at fange byttet. Når byttet er fanget i nettet, skynder edderkoppen sig hen til byttet og spinder det ind. Andre edderkopper (fx jagtedderkopper, Lycosidae) løber deres bytte op efter at have siddet stille og ventet på, at et bytte skal komme inden for rækkevidde.

### Spindelvæv
Spindelvævet er for de mindre edderkoppers vedkommende lavet af ca. 1-150 µm tykke tråde lavet af især protein og pyrolidin. Spindelvævet er vævet af forskellige silketyper:
- Forankringstråde, som ikke er klæbende, men stærke og ikke så elastiske.
- Selve "fangtrådene" – meget elastiske, stærke og ret klæbende.

De forskellige typer silke kommer fra de forskellige silkekirtler i edderkoppens bagkrop, der udmunder på spindevorterne. Andre silkekirtler laver fx den vatagtige silke der bruges til ægsække og retræte. Der kan være op til seks forskellige typer kirtler i edderkopper.
Faktisk er trådene stærkere end kevlar (der bl.a. bruges til skudsikre veste) og stål i forhold til deres vægt. Derfor har der været en del forskning i fremstilling af større mængder spindetråde syntetisk. Fx har nogle gensplejset en ged, så den producerer silkeprotein i mælken.  Det er indtil videre dog kun lykkedes at fremstille korte stykker silke af lavere kvalitet end det, edderkoppen præsterer.

Edderkopper i slægten Nephila (en hulhjulspinder, familien Tetragnatidae) laver så stærke spind, at flyvende mindre fugle kan blive bremset i spindet. Det primære bytte er dog flyvende insekter.

## Klassifikation
Orden: Araneae
- Underorden: Mesothelae
  - Familie: Liphistiidae
- Underorden: Orthognatha
  - Familie: Antrodiaetidae
  - Familie: Mecicobothriidae
  - Familie: Atypidae (Tapetserfugleedderkopper) (1)
  - Familie: Theraphosidae (Fugleedderkopper)
  - Familie: Pycnothelidae
  - Familie: Paratropididae
  - Familie: Dipluridae
  - Familie: Actinopodidae
  - Familie: Migidae
  - Familie: Barychelidae
  - Familie: Ctenizidae
- Underorden: Labidognatha
  - Overfamilie: Hypochiloidea
    - Familie: Hypochilidae
    - Familie: Hickmaniidae
    - Familie: Thaididae
    - Familie: Gradungulidae

  - Overfamilie: Dysderoidea
    - Familie: Dysderidae (Seksøjeedderkopper) (2)
    - Familie: Oonopidae (2)
    - Familie: Telemidae

  - Overfamilie: Caponioidea
    - Familie: Caponioidea

  - Overfamilie: Scytodoidea
    - Familie: Filistatidae
    - Familie: Scytodidae (Spytteedderkopper) (1)
    - Familie: Loxoscelidae
    - Familie: Sicariidae
    - Familie: Diguetidae
    - Familie: Plectreuridae
    - Familie: Tetrablemmidae
    - Familie: Pacullidae

  - Overfamilie: Pholcoidea
    - Familie Pholcidae (Mejeredderkopper) (2)
    - Familie Leptonetidae
    - Familie Ochyroceratidae

  - Overfamilie: Oecobioidea
    - Familie Hersiliidae
    - Familie Oecobiidae

  - Overfamilie: Eresoidea
    - Familie Uloboridae (Hjulkrustrådsspindere) (2)
    - Familie Dinopidae
    - Familie Eresidae (Rørkartespindere) (1)

  - Overfamilie: Palpimanoidea
    - Familie Zodariidae
    - Familie Mecysmaucheniidae
    - Familie Palpimanidae
    - Familie Stenochilidae

  - Overfamilie: Araneoidea
    - Familie Theridiidae (Kugleedderkopper) (40)
    - Familie Nesticidae (1)
    - Familie Linyphiidae
    - Familie Araneidae (Hjulspindere) (29)
    - Familie Mimetidae (Piratedderkopper) (3)
    - Familie Tetragnathidae (Hulhjuledderkopper) (14)
    - Familie Archaeidae
    - Familie Mysmenidae
    - Familie Anapidae
    - Familie Symphytognathidae
    - Familie Micropholcommatidae
    - Familie Theridiosomatidae
    - Familie Nicodamidae

  - Overfamilie: Agelenoidea
    - Familie Agelenidae (Tragtspindere) (10)
    - Familie Amaurobiidae (Huskartespindere) (3)
    - Familie Amphinectidae
    - Familie Neolanidae

  - Overfamilie: Dictynoidea
    - Familie Dictynidae (Plantekrustrådsspindere) (8)
    - Familie Hahniidae (Orgelpibeedderkopper) (5)
    - Familie Anyphaenidae (Summeedderkopper) (1)
    - Familie Desidae
    - Familie Argyronetidae (Vandedderkopper) (1)

  - Overfamilie: Clubionoidea
    - Familie Gnaphosidae (Museedderkopper) (33)
    - Familie Prodidomidae
    - Familie Trochanteriidae
    - Familie Platoridae
    - Familie Ammoxenidae
    - Familie Homalonychidae
    - Familie Cithaeronidae
    - Familie Clubionidae
    - Familie Corinnidae
    - Familie Liocranidae
    - Familie Gallieniellida

  - Overfamilie: Lycosoidea
    - Familie Stiphidiidae
    - Familie Acanthoctenidae
    - Familie Zoropsidae
    - Familie Psechridae
    - Familie Lycosidae (Jagtedderkopper) (34)
    - Familie Pisauridae (Rovedderkopper) (3)
    - Familie Ctenidae
    - Familie Senoculidae
    - Familie Oxyopidae (Losedderkopper) (1)
    - Familie Toxopidae

  - Overfamilie: Thomisoidea
    - Familie Thomisidae (Krabbeedderkopper) (35)
    - Familie Aphantochilidae

  - Overfamilie: Philodromoidea
    - Familie Heteropodidae (Kæmpekrabbeedderkopper) (1)
    - Familie Philodromidae
    - Familie Selenopidae
    - Familie Cycloctenidae

  - Overfamilie: Salticoidea
    - Familie Lyssomanidae
    - Familie Salticidae (Springedderkopper) (32)

## Eksterne adresser
- Systema Naturae 2000: Order Araneae Arkiveret 23. august 2004 hos  Wayback Machine
- vestrehus.dk: Edderkopper Arkiveret 25. marts 2004 hos  Wayback Machine Citat: "...Se bare denne Store springedderkop (Marpissa muscosa), som betragter mig direkte med de 4 forreste øjne. Med de øvrige øjne – edderkopper har normalt 8 – kan edderkoppen kikke til alle sider, og den kan se et bytte som er op til 1/2 meter væk..."
- Ed Nieuwenhuys: The spider: Web and silk Arkiveret 16. april 2004 hos  Wayback Machine Citat: "...Polynesian fishermen use the thread of the golden orb web weaver Nephila as fishing line...threads of the black widow (Latrodectus) in their telescopic gun sights..."
- Spider Web Aerodynamics Arkiveret 6. april 2004 hos  Wayback Machine Citat: "...The scientists who discovered this aerodynamic secret were Lorraine Lin, Donald Edmonds and Fritz Vollrath from the University of Oxford. They used high-speed video cameras to see what happened when insects crashed into the web of the orb spider, Araneus diadematus...The spiders have been making circular orb webs for 180 million years..."
- The Spiders Web. Part I. by Bill Amos, Vermont, US Arkiveret 3. juni 2004 hos  Wayback Machine Citat: "...spider silk...It never dries out, doesn't decay from bacterial action, and won't become covered with mold. Under sheltered conditions, a web may last a lot longer than the spider itself...Spiders recycle this valuable protein product and may eat webbing under a variety of conditions..."
- 2004-04-26, Sciencedaily: Spiders Make Best Ever Post-it Notes Arkiveret 3. juni 2004 hos  Wayback Machine Citat: "...The force is so strong that these spiders could carry over 170 times their own body weight while standing on the ceiling..."